# Za Górą (Kamionka Wielka)
Za Górą – część wsi Kamionka Wielka w Polsce, położona w województwie małopolskim, w powiecie nowosądeckim, w gminie Kamionka Wielka.
W latach 1975–1998 Za Górą administracyjnie należało do województwa nowosądeckiego.